# Політ через Атлантичний океан
«Політ через Атлантичний океан» (лит. «Skrydis per Atlantą») — радянський художній фільм, знятий у 1983 році режисером Раймондасом Вабаласом на Литовській кіностудії про трансатлантичний переліт літака «Літуаніка». Знятий за спільним з драматургом Юозасом Глінскісом сценарієм. Всесоюзна прем'єра відбулася в січні 1984 року.

## Сюжет
Події фільму відбуваються в Литві, Франції та США в період з 1927 по 1933 рік. Литовський льотчик Стяпонас Дарюс заради втілення своєї давньої мрії — перельоту без посадки через Атлантичний океан, бере на службі довгострокову відпустку і вирушає до Сполучених Штатів з метою знайти однодумців. Його шлях пролягає через Францію, де він стає свідком невдалої спроби трансатлантичного польоту французьких льотчиків Шарля Нанжессера і Франсуа Колі на літаку «Білий птах». Пам'ятаючи про те, що над Атлантикою панують західні вітри, Дарюс передбачає своїм майбутнім маршрутом Нью-Йорк — Каунас. На паях зі своїм новим товаришем Стасісом Ґіренасом він купує літак, який за допомогою своїх співвітчизників з численної литовської діаспори, був деякий час по тому переобладнаний для потреб майбутньої експедиції. Влітку 1933 року відважні льотчики вирушили в дорогу. Подолавши успішно більшу частину маршруту, вони вночі були збиті вогнем зенітної артилерії над секретним концентраційним табором Берлінхен в Німеччині.

## У ролях
- Еймунтас Някрошюс — Стасіс Ґіренас
- Ремігіюс Сабуліс — Стяпонас Дарюс
- Регімантас Адомайтіс — Дьєдоне
- Еугенія Байоріте — Касте
- Юозас Будрайтіс — Нанжессер
- Раймондас Вабалас — пастор
- Йонас Вайткус — Антанас
- Альгірдас Венскунас — брат Дарюса
- Казимирас Віткус — лікар
- Повілас Гайдіс — Кімбл
- Гедимінас Гірдвайніс — Юргіс
- Байба Індріксоне — француженка
- Гедимінас Карка — Казімерас
- Юозас Кіселюс — Леон
- Стяпонас Космаускас — Бенедикт
- Ольгерт Кродерс — бос з «Локхід»
- Мірдза Мартінсоне — француженка
- Валентинас Масальскіс — Віктор
- Альгімантас Масюліс — Нашленас
- Альгіс Матульоніс — Тадас
- Альгірдас Паулавічюс — Стульпінас
- Ромуальдас Раманаускас — Код
- Аудріс Мечісловас Хадаравічюс — Росі
- Хенріка Хокушайте — мати Дарюса
- Гірт Яковлєв — французький льотчик
- Миколас Вальдас Ятаутіс — Камінскас
- Вітаутас Томкус — Штурмгауптфюрер СА
- Дануте Юроніте — епізод

## Знімальна група
- Автори сценарію: Раймондас Вабалас, Юозас Глінскіс
- Режисер-постановник: Раймондас Вабалас
- Оператор-постановник: Йонас Томашявічюс
- Композитор: Бронісловас-Вайдутіс Кутавічус
- Художник-постановник: Альгірдас Нічюс